# Robert Wenner (Industrieller)
Robert Wenner, auch Roberto Wenner, (* 10. Mai 1853 in Pellezzano; † 17. April 1919 in Neapel) war ein Schweizer Grossindustrieller.

## Leben
Robert Wenner besuchte die Kantonsschule St. Gallen und absolvierte eine Ausbildung im Betrieb seines Vaters, Friedrich Albert Wenner, einem erfolgreichen Unternehmer in der süditalienischen Textilindustrie. Im Jahr 1887 übernahm er die Leitung der von Johann Jakob Meyer im Jahre 1825 gegründeten Textilfabriken in Scafati in Kampanien. Er modernisierte das Unternehmen und richtete die Produktion auf den internationalen Markt aus. 1913 vereinigte er das Unternehmen mit den Textilindustrien in Neapel und drei Jahre später mit den Schweizerischen Produktionsstätten in Salerno zur Manifatture Cotoniere Meridionali (MCM). Robert Wenner wurde zum erfolgreichsten Industriellen Süditaliens. Zu seiner Blütezeit hatte das Unternehmen 12'000 Angestellte. In Folge des Nationalismus während des Risorgimento wurde MCM 1918 verstaatlicht.
Im Jahr 1881 heiratete er Jeanne Freitag, die Tochter eines Textilfabrikanten.

## Ehrungen
Für seine Verdienste für Italien wurde ihm der Orden der Krone von Italien (Kommandeur) verliehen. An ihn erinnern eine nach ihm benannte Straße in Salerno sowie eine Parkanlage in Scafati.